# Mindesmærke for Skovarbejderskolen ved Kagerup

Mindesmærke for Skovarbejderskolen ved Kagerup er et mindesmærke som befinder sig tæt på Kagerup Station.

## Baggrund
Skovarbejderskolen blev opført i 1948, men brændte 5 år efter.
Skolen i Kagerup blev oprettet efter et initiativ af statsskovvæsenet rationalseringsudvalg. Formålet med skolen var at tilbyde skovarbejdere et fire ugers kursus, hvor de kunne lære at øge sin arbejdspræstation og benytte de bedste arbejdsteknikker. I en avisomtale af den nye skole i 1948 blev det nævnt, at der var 7000 faste skovarbejdere i de danske skove og ca 300 løsarbejdere i huggetiden. Samme avisartikel angav Kagerup til at være Danmarks koldeste sted, det såkaldte kuldecentrum. 
Ved brænden i februar 1953 reddede 23 mand sig ud af en af en de to brændende træbarakker. Brandsprøjten ankom fra Zonen i Helsinge, men i det glatte føre kurede sprøjten gennem væggen i ventesalen i stationen, hvor sprøjten blen knust. De 23 mand blev indkvarteret på CF-kasernen i Hillerød. 
Mindestenen for skovarbejderskolen blev rejst den 8. oktober 1998.
Skovarbejderskolen i Kagerup blev videreført som Skovskolen i Hillerød.